# Lista odcinków serialu Prywatna praktyka

Logo

Poniżej znajduje się lista odcinków serialu telewizyjnego Prywatna praktyka – emitowanego przez amerykańską stację telewizjną ABC od 26 września 2007 r., w Polsce natomiast przez stację Fox Life od 7 marca 2008 r. Powstało 6 serii składających się łącznie ze 111 odcinków.

## Przegląd serii
| Seria | Seria | Odcinki | Premierowa emisja   | Premierowa emisja | Premierowa emisja | Premierowa emisja | Wydania DVD      | Wydania DVD     | Wydania DVD          |
| Seria | Seria | Odcinki | Premiera            | Finał             | Premiera          | Finał             | Region 1         | Region 2        | Region 4             |
| ----- | ----- | ------- | ------------------- | ----------------- | ----------------- | ----------------- | ---------------- | --------------- | -------------------- |
|       | Pilot | 2       | 3 maja 2007         | 3 maja 2007       | 24 lipca 2007     | 31 lipca 2007     | brak danych      | brak danych     | brak danych          |
|       | 1     | 9       | 26 września 2007    | 5 grudnia 2007    | 7 marca 2008      | 2 maja 2008       | 16 września 2008 | 16 marca 2009   | 3 grudnia 2008       |
|       | 2     | 22      | 1 października 2008 | 30 kwietnia 2009  | 10 marca 2009     | 4 sierpnia 2009   | 15 września 2009 | 1 marca 2010    | 2 listopada 2009     |
|       | 3     | 23      | 1 października 2009 | 13 maja 2010      | 3 marca 2010      | 4 sierpnia 2010   | 14 września 2010 | 21 marca 2011   | 3 listopada 2010     |
|       | 4     | 22      | 23 września 2010    | 19 maja 2011      | 8 marca 2011      | 12 lipca 2011     | 13 września 2011 | 2 kwietnia 2012 | 12 października 2011 |
|       | 5     | 22      | 29 września 2011    | 15 maja 2012      | 26 marca 2012     | 23 lipca 2012     | 11 września 2012 | 5 grudnia 2012  | 14 listopada 2012    |
|       | 6     | 13      | 25 września 2012    | 22 stycznia 2013  | 18 marca 2013     | 10 czerwca 2013   | brak danych      | brak danych     | brak danych          |

## Odcinki pilotowe
| №  | Nr | Tytuł                                | Tytuł polski                | Reżyseria        | Scenariusz    | Premiera    | Premiera w Polsce | Kod   |
| -- | -- | ------------------------------------ | --------------------------- | ---------------- | ------------- | ----------- | ----------------- | ----- |
| 58 | 22 | The Other Side Of This Life (Part 1) | Inna strona życia (Część 1) | Michael Grossman | Shonda Rhimes | 3 maja 2007 | 24 lipca 2007     | #3.22 |
| 59 | 23 | The Other Side Of This Life (Part 2) | Inna strona życia (Część 2) | Michael Grossman | Shonda Rhimes | 3 maja 2007 | 31 lipca 2007     | #3.23 |

## Seria 1:2007
| № | Nr | Tytuł                                                     | Tytuł polski                            | Premiera             | Premiera w Polsce | Kod   |
| - | -- | --------------------------------------------------------- | --------------------------------------- | -------------------- | ----------------- | ----- |
| 1 | 1  | In Which We Meet Addison, A Nice Girl From Somewhere Else | Addison pojawia się w Oceanside         | 26 września 2007     | 7 marca 2008      | #1.01 |
| 2 | 2  | In Which Sam Receives An Unexpected Visitor               | Sam ma nieoczekiwanego gościa           | 3 października 2007  | 14 marca 2008     | #1.02 |
| 3 | 3  | In Which Addison Finds The Magic                          | Addison odkrywa magię                   | 10 października 2007 | 21 marca 2008     | #1.03 |
| 4 | 4  | In Which Addison Has A Very Casual Get Together           | Addison organizuje przyjęcie            | 17 października 2007 | 28 marca 2008     | #1.04 |
| 5 | 5  | In Which Addison Finds A Showerhead                       | Addison odkrywa jak radzić sobie samemu | 24 października 2007 | 4 kwietnia 2008   | #1.05 |
| 6 | 6  | In Which Charlotte Goes Down The Rabbit Hole              | Charlotte wchodzi do króliczej nory     | 31 października 2007 | 11 kwietnia 2008  | #1.06 |
| 7 | 7  | In Which Sam Gets Taken For A Ride                        | Sam wybiera się na przejażdżkę          | 14 listopada 2007    | 18 kwietnia 2008  | #1.07 |
| 8 | 8  | In Which Cooper Finds A Port In His Storm                 | Cooper zawija do portu                  | 21 listopada 2007    | 25 kwietnia 2008  | #1.08 |
| 9 | 9  | In Which Dell Finds His Fight                             | Dell odkrywa swój cel                   | 5 grudnia 2007       | 2 maja 2008       | #1.09 |

## Seria 2: 2008–2009
| №  | Nr | Tytuł                 | Tytuł polski                   | Premiera             | Premiera w Polsce | Kod   |
| -- | -- | --------------------- | ------------------------------ | -------------------- | ----------------- | ----- |
| 10 | 1  | A Family Thing        | Sprawy rodzinne                | 1 października 2008  | 10 marca 2009     | #2.01 |
| 11 | 2  | Equal And Opposite    | Tajemnice                      | 8 października 2008  | 17 marca 2009     | #2.02 |
| 12 | 3  | Nothing To Talk About | Nie ma o czym mówić            | 22 października 2008 | 24 marca 2009     | #2.03 |
| 13 | 4  | Past Tense            | Czas przeszły                  | 29 października 2008 | 31 marca 2009     | #2.04 |
| 14 | 5  | Let It Go             | Ostatnie pragnienie            | 5 listopada 2008     | 7 kwietnia 2009   | #2.05 |
| 15 | 6  | Serving Two Masters   | Zaufanie                       | 19 listopada 2008    | 14 kwietnia 2009  | #2.06 |
| 16 | 7  | Tempting Faith        | Kuszenie wiary                 | 26 listopada 2008    | 21 kwietnia 2009  | #2.07 |
| 17 | 8  | Crime and Punishment  | Zbrodnia i kara                | 3 grudnia 2008       | 28 kwietnia 2009  | #2.08 |
| 18 | 9  | Know When To Fold     | Konkurencja                    | 10 grudnia 2008      | 5 maja 2009       | #2.09 |
| 19 | 10 | Worlds Apart          | Różne światy                   | 17 grudnia 2008      | 12 maja 2009      | #2.10 |
| 20 | 11 | Contamination         | Zagrożenie                     | 8 stycznia 2009      | 19 maja 2009      | #2.11 |
| 21 | 12 | Homeward Bound        | Budowanie więzi                | 15 stycznia 2009     | 26 maja 2009      | #2.12 |
| 22 | 13 | Nothing To Fear       | Nic strasznego                 | 22 stycznia 2009     | 2 czerwca 2009    | #2.13 |
| 23 | 14 | Second Chances        | Druga szansa                   | 29 stycznia 2009     | 9 czerwca 2009    | #2.14 |
| 24 | 15 | Acceptance            | Akceptacja                     | 5 lutego 2009        | 16 czerwca 2009   | #2.15 |
| 25 | 16 | Ex-Life               | Dawne życie                    | 12 lutego 2009       | 23 czerwca 2009   | #2.16 |
| 26 | 17 | Wait and See          | Zdrada                         | 19 lutego 2009       | 30 czerwca 2009   | #2.17 |
| 27 | 18 | Finishing             | Zauroczenie                    | 12 marca 2009        | 7 lipca 2009      | #2.18 |
| 28 | 19 | What Women Want       | Pragnienia kobiet              | 19 marca 2009        | 14 lipca 2009     | #2.19 |
| 29 | 20 | Do the Right Thing    | Właściwe postępowanie          | 26 marca 2009        | 21 lipca 2009     | #2.20 |
| 30 | 21 | What You Do for Love  | Czego się nie robi dla miłości | 23 kwietnia 2009     | 28 lipca 2009     | #2.21 |
| 31 | 22 | Yours, Mine & Ours    | Twoje, moje i nasze            | 30 kwietnia 2009     | 4 sierpnia 2009   | #2.22 |

## Seria 3: 2009–2010
| 32 | 1  | A Death in the Family             | Śmierć w rodzinie              | 1 października 2009  | 3 marca 2010     | #3.01 |
| 33 | 2  | The Way We Were                   | Jacy byliśmy                   | 8 października 2009  | 10 marca 2010    | #3.02 |
| 34 | 3  | Right Here, Right Now             | Tu i teraz                     | 15 października 2009 | 17 marca 2010    | #3.03 |
| 35 | 4  | Pushing the Limits                | Przekraczanie granic           | 22 października 2009 | 24 marca 2010    | #2.04 |
| 36 | 5  | Strange Bedfellows                | Dziwne związki                 | 29 października 2009 | 31 marca 2010    | #3.05 |
| 37 | 6  | Slip Slidin’ Away                 | Ucieczka                       | 5 listopada 2009     | 7 kwietnia 2010  | #3.06 |
| 38 | 7  | The Hard Part                     | Trudny moment                  | 12 listopada 2009    | 14 kwietnia 2010 | #3.07 |
| 39 | 8  | Sins of the Father                | Grzechy ojca                   | 19 listopada 2009    | 21 kwietnia 2010 | #3.08 |
| 40 | 9  | The Parent Trap                   | Rodzicielska pułapka           | 3 grudnia 2009       | 28 kwietnia 2010 | #3.09 |
| 41 | 10 | Blowups                           | Wybuchy                        | 3 grudnia 2009       | 5 maja 2010      | #3.10 |
| 42 | 11 | Closer to the Edge                | Kolejna druga szansa           | 14 stycznia 2010     | 12 maja 2010     | #3.11 |
| 43 | 12 | Best Laid Plans                   | Najtrudniejszy wybór           | 21 stycznia 2010     | 19 maja 2010     | #3.12 |
| 44 | 13 | Shotgun                           | Życiowe rozterki               | 4 lutego 2010        | 26 maja 2010     | #3.13 |
| 45 | 14 | Love Bites                        | Miłość kąsa                    | 11 lutego 2010       | 2 czerwca 2010   | #3.14 |
| Lauren, pacjentka Addison zostaje wyłowiona z wody. Z powodu wady serca, Addison musi wykonać cesarskie cięcie. Lauren odmawia dalszego leczenia, opuścił ją mąż i chciała popełnić samobójstwo. Pacjentka Coopera została pogryziona przez swojego chłopaka. Sam zwala na Violet organizację ślubu Mayi. Wszyscy lekarze wybierają się na przyjęcie organizowane przez szpital. Wiliam White otrzymuje nagrodę, do której prezentuje go Naomi. Sam nie rozmawia z Addison, a Naomi nadal trudno pogodzić się ze ślubem córki. |    |                                   |                                |                      |                  |       |
| 46 | 15 | Til Death Do Us Part              | Dopóki śmierć nas nie rozłączy | 18 lutego 2010       | 9 czerwca 2010   | #3.15 |
| Pacjentką Peta jest ciężarna Shira, która zaczyna przedwcześnie rodzić w 25. tygodniu ciąży. Addison odbiera poród, ale nie daje wielkich szans na przeżycie dziecka. Zbliża się ślub Mai, przygotowywany przez Violet. Sam ma problem z przemową, a Naomi nadal nie zamierza się angażować. Cooper podejrzewa jednego z chirurgów o zażywanie narkotyków. Addison i Pete ukrywają przed przyjaciółmi swój związek. Sam nadal nie potrafi zapomnieć o odrzuceniu go przez Addison. Odbywa się ślub Mai i Dinka.                |    |                                   |                                |                      |                  |       |
| 47 | 16 | Fear Of Flying                    | Strach przed lataniem          | 4 marca 2010         | 16 czerwca 2010  | #3.16 |
| 48 | 17 | Triangles                         | Trójkąty                       | 11 marca 2010        | 23 czerwca 2010  | #3.17 |
| 49 | 18 | Pulling the Plug                  | Podtrzymywanie życia           | 25 marca 2010        | 30 czerwca 2010  | #3.18 |
| 50 | 19 | Eyes Wide Open                    | Oczy szeroko otwarte           | 1 kwietnia 2010      | 7 lipca 2010     | #3.19 |
| 51 | 20 | Second Choices                    | Drugi wybór                    | 22 kwietnia 2010     | 14 lipca 2010    | #3.20 |
| 52 | 21 | War                               | Wojna                          | 29 kwietnia 2010     | 21 lipca 2010    | #3.21 |
| 53 | 22 | In the Name of Love               | W imię miłości                 | 6 maja 2010          | 28 lipca 2010    | #3.22 |
| 54 | 23 | The End of A Beautiful Friendship | Koniec pięknej przyjaźni       | 6 maja 2010          | 4 sierpnia 2010  | #3.23 |

## Seria 4: 2010–2011
| №  | Nr | Tytuł                                         | Tytuł polski                  | Premiera             | Premiera w Polsce | Kod   |
| -- | -- | --------------------------------------------- | ----------------------------- | -------------------- | ----------------- | ----- |
| 55 | 1  | Take Two                                      | Drugie podejście              | 23 września 2010     | 8 marca 2011      | #4.01 |
| 56 | 2  | Short Cuts                                    | Krótkie cięcia                | 30 września 2010     | 15 marca 2011     | #4.02 |
| 57 | 3  | Playing God                                   | Grając Boga                   | 7 października 2010  | 22 marca 2011     | #4.03 |
| 58 | 4  | A Better Place to Be                          | Lepsze miejsce do przebywania | 14 października 2010 | 29 marca 2011     | #4.04 |
| 59 | 5  | In or Out                                     | Tak czy inaczej               | 21 października 2010 | 5 kwietnia 2011   | #4.05 |
| 60 | 6  | All in the Family                             | Wszystko zostaje w rodzinie   | 28 października 2010 | 12 kwietnia 2011  | #4.06 |
| 61 | 7  | Did You Hear What Happened to Charlotte King? | Stało się nieodwracalne       | 4 listopada 2010     | 19 kwietnia 2011  | #4.07 |
| 62 | 8  | What Happens Next                             | Co będzie dalej               | 11 listopada 2010    | 26 kwietnia 2011  | #4.08 |
| 63 | 9  | Can’t Find My Way Back Home                   | Szukanie drogi powrotnej      | 18 listopada 2010    | 3 maja 2011       | #4.09 |
| 64 | 10 | Just Lose It                                  | Emocje biorą górę             | 2 grudnia 2010       | 10 maja 2011      | #4.10 |
| 65 | 11 | If You Don’t Know Me By Now                   | Jeśli nadal mnie znasz…       | 6 stycznia 2011      | 17 maja 2011      | #4.11 |
| 66 | 12 | Heaven Can Wait                               | Niebo zaczeka                 | 3 lutego 2011        | 24 maja 2011      | #4.12 |
| 67 | 13 | Blind Love                                    | Ślepa miłość                  | 10 lutego 2011       | 31 maja 2011      | #4.13 |
| 68 | 14 | Home Again                                    | Znowu w domu                  | 17 lutego 2011       | 7 czerwca 2011    | #4.14 |
| 69 | 15 | Two Steps Back                                | Dwa kroki w tył               | 24 lutego 2011       | 14 czerwca 2011   | #4.15 |
| 70 | 16 | Love and Lies                                 | Miłość i Kłamstwa             | 17 lutego 2011       | 21 czerwca 2011   | #4.16 |
| 71 | 17 | A Step Too Far                                | O krok za daleko              | 24 marca 2011        | 21 czerwca 2011   | #4.17 |
| 72 | 18 | The Hardest Part                              | Najtrudniejsza część          | 31 marca 2011        | 28 czerwca 2011   | #4.18 |
| 73 | 19 | What We Have Here...                          | Co my tu mamy...              | 28 kwietnia 2011     | 28 czerwca 2011   | #4.19 |
| 74 | 20 | Something Old, Something New                  | Coś starego, coś nowego       | 5 maja 2011          | 5 lipca 2011      | #4.20 |
| 75 | 21 | God Bless the Child                           | Pobłogosław to dziecko        | 12 maja 2011         | 5 lipca 2011      | #4.21 |
| 76 | 22 | ...To Change the Things I Can                 | Odwaga zmieniania rzeczy      | 19 maja 2011         | 12 lipca 2011     | #4.22 |

## Seria 5: 2011–2012
| №  | Nr | Tytuł                          | Tytuł polski                 | Premiera             | Premiera w Polsce | Kod   |
| -- | -- | ------------------------------ | ---------------------------- | -------------------- | ----------------- | ----- |
| 77 | 1  | God Laughs                     | Bóg się śmieje               | 29 września 2011     | 26 marca 2012     | #5.01 |
| 78 | 2  | Breaking the Rules             | Łamiąc zasady                | 6 października 2011  | 26 marca 2012     | #5.02 |
| 79 | 3  | Deal With It                   | Tak już jest                 | 13 października 2011 | 2 kwietnia 2012   | #5.03 |
| 80 | 4  | Remember Me                    | Pamiętaj mnie                | 20 października 2011 | 2 kwietnia 2012   | #5.04 |
| 81 | 5  | Step One                       | Pierwszy krok                | 27 października 2011 | 9 kwietnia 2012   | #5.05 |
| 82 | 6  | If I Hadn’t Forgotten...       | Gdybym nie zapomniał...      | 3 listopada 2011     | 9 kwietnia 2012   | #5.06 |
| 83 | 7  | Don’t Stop Till You Get Enough | Do utraty tchu               | 10 listopada 2011    | 16 kwietnia 2012  | #5.07 |
| 84 | 8  | Who We Are                     | Kim jesteśmy                 | 17 listopada 2011    | 23 kwietnia 2012  | #5.08 |
| 85 | 9  | The Breaking Point             | Przełom                      | 17 listopada 2011    | 30 kwietnia 2012  | #5.09 |
| 86 | 10 | Are You My Mother              | Czy jesteś moją matką?       | 5 stycznia 2012      | 7 maja 2012       | #5.10 |
| 87 | 11 | The Standing Eight Count       | Życie singla                 | 12 stycznia 2012     | 14 maja 2012      | #5.11 |
| 88 | 12 | Losing Battles                 | Przegrywając                 | 19 stycznia 2012     | 21 maja 2012      | #5.12 |
| 89 | 13 | The Time Has Come              | Najwyższy czas               | 2 lutego 2012        | 28 maja 2012      | #5.13 |
| 90 | 14 | Too Much                       | Zbyt wiele                   | 9 lutego 2012        | 4 czerwca 2012    | #5.14 |
| 91 | 15 | You Break My Heart             | Łamiesz mi serce             | 16 lutego 2012       | 11 czerwca 2012   | #5.15 |
| 92 | 16 | Andromeda                      | Andromeda                    | 23 lutego 2012       | 18 czerwca 2012   | #5.16 |
| 93 | 17 | The Letting Go                 | Trudna decyzja               | 15 marca 2012        | 25 czerwca 2012   | #5.17 |
| 94 | 18 | It Was Inevitable              | Nieuniknione                 | 17 kwietnia 2012     | 2 lipca 2012      | #5.18 |
| 95 | 19 | And Then There Was One         | I pozostał tylko jeden       | 24 kwietnia 2012     | 9 lipca 2012      | #5.19 |
| 96 | 20 | True Colors                    | Barwy prawdy/prawdziwe barwy | 1 maja 2012          | 16 lipca 2012     | #5.20 |
| 97 | 21 | Drifting                       | Dryfowanie                   | 8 maja 2012          | 23 lipca 2012     | #5.21 |
| 98 | 22 | Gone, Baby, Gone               | Pożegnanie                   | 15 maja 2012         | 23 lipca 2012     | #5.22 |

## Seria 6: 2012
Premiera odcinki 6 sezonu Prywatnej Praktyki w Polsce będą emitowane od 18 marca 2013 na kanale Fox Life
Wydanie DVD 6 sezonu Prywatnej Praktyki w USA będzie dostęne od 7 maja 2013
| 99 | 1  | Aftershock                                    | Reperkusje                                  | 25 września 2012     | 18 marca 2013    | #6.01 |
| Addison na nowo układa sobie życie z Jakiem. Violet przeczuwa najgorsze, kiedy Pete nie pojawia się na wstępnej rozprawie sądowej. Okazuje się, że miał zapaść i nie żyje. Charlotte jest w ciąży. Spodziewa się z Cooperem trojaczków. Tymczasem Amelia obchodzi pierwszy rok trzeźwości. Sheldon ożywia swoje życie miłosne z byłą żoną. Sam spotyka się z pielęgniarką. |    |                                               |                                             |                      |                  |       |
| 100 | 2  | Mourning Sickness                             | Żałoba                                      | 2 października 2012  | 25 marca 2013    | #6.02 |
| Lekarze z praktyki spotykają się razem na uroczystości w domu Addison, aby spełnić ostatnią wolę Petera. Chciał on balijskiego pożegnania śpiewu, tańca. Tymczasem Sheldon leczy pacjenta, który chciał popełnić samobójstwo, gdyż jest pedofilem i boi się skrzywdzić jakieś dziecko. Violet nie potrafi poradzić sobie ze stratą męża. Sam unika rozmów z Addison. |    |                                               |                                             |                      |                  |       |
| 101 | 3  | Good Grief                                    | Żal                                         | 9 października 2012  | 2 kwietnia 2013  | #6.03 |
| Pacjent Violet wyznaje swoją tajemnicę, że kilka lat temu postrzelił człowieka podczas napadu rabunkowego. Turner prosi o poradę Sheldona, czy powiedzieć prawdę swojemu pacjentowi. Tymczasem Addison rozpacza po śmierci Marka Sloana. Na ten temat nie chce rozmawiać z Jakiem. Cooper i Charlotte przyzwyczajają się do nowej sytuacji. Sam radzi Sheldonowi, aby pogodził się, że ma raka prostaty. |    |                                               |                                             |                      |                  |       |
| 102 | 4  | You Don’t Know What You’ve Got Till It’s Gone | Nie wiesz co masz, dopóki tego nie stracisz | 23 października 2012 | 9 kwietnia 2013  | #6.04 |
| Sheldon obawia się najgorszego, kiedy mała dziewczynka ginie z ostrego dyżuru.Addison i Jake sprzeczają się o jednego z pacjentów. Do zespołu szpitala w Saint Ambrose dołącza nowy lekarz. Stephanie jest zazdrosna o Sama, wypytuje o jego przeszłość z Addison. |    |                                               |                                             |                      |                  |       |
| 103 | 5  | The Next Episode                              | Następny epizod                             | 13 listopada 2012    | 16 kwietnia 2013 | #6.05 |
| Sam jest bohaterem odcinka pilotażowego realty show o jego życiu prywatnym i pracy. Matka Sama przylatuje do Los Angeles wraz ze swoim szefem, który potrzebuje operacji na sercu.Podczas rozmowy wychodzi, że Raymond jest ojcem Sama. W szpitala w Saint Ambrose Cooper, Violet i James nadal szukają dziewczynki, która zaginęła na ostrym dyżurze. Raymond podczas przyjęcia źle się poczuł, po szybkiej interwencji Sama wiadomo, ze potrzebuje on nowe płuca. Sam chce jemu je oddać, ale jego ojciec woli wracać do domu. |    |                                               |                                             |                      |                  |       |
| 104 | 6  | Apron Strings                                 | Mateczne więży                              | 20 listopada 2012    | 23 kwietnia 2013 | #6.06 |
| Addison jest zaniepokojona jak po 8 miesiącach od adopcji Henry’ego jego biologiczna matka chce go odwiedzić. James ma pacjentkę Vivian Carlsmith, która jest dobra znajoma i mentorka Addison. Jedna z byłych pacjentek Montgomery oskarża ją o błąd lekarski. Addison oświadcza się Jake. |    |                                               |                                             |                      |                  |       |
| 105 | 7  | The World According to Jake                   | Świat według Jake’a                         | 21 listopada 2012    | 30 kwietnia 2013 | #6.07 |
| 106 | 8  | Life Support                                  | Podtrzymywanie życia                        | 4 grudnia 2012       | 6 maja 2013      | #6.08 |
| 107 | 9  | I’m Fine                                      | Nic mi nie jest                             | 11 grudnia 2012      | 13 maja 2013     | #6.09 |
| 108 | 10 | Georgia on My Mind                            | Na imię masz Georgia                        | 18 grudnia 2012      | 20 maja 2013     | #6.10 |
| 109 | 11 | Good Fries Are Hard to Come By                | Dobre rzeczy przychodzą z trudem            | 8 stycznia 2013      | 27 maja 2013     | #6.11 |
| 110 | 12 | Full Release                                  | Całkowite uwolnienie                        | 15 stycznia 2013     | 3 czerwca 2013   | #6.12 |
| 111 | 13 | In Which We Say Goodbye                       | I tu się pożegnamy                          | 22 stycznia 2013     | 10 czerwca 2013  | #6.13 |

## Odcinki specjalne
| S1 | 1 | Come Rain Or Come Shine: From Grey’s Anatomy To Private Practice’ | Przejście z chirurgów do prywatnej praktyki | 19 września 2007 | brak danych    | S#1.3 |
| Odcinek poprzedzający pierwszy odcinek serialu, opowiadający historię Dr Addison Montgomery i powody, dla których przenosi się ona ze szpitala Grace Hospital w Seattle (Chirurdzy) do Oceanside Wellness w Los Angeles (Prywatna praktyka). |   |                                                                   |                                             |                  |                |       |
| S2 | 2 | Before and After                                                  | Przed i po                                  | 12 lutego 2009   | 2 czerwca 2009 | S#2.1 |
| Odcinek jest jednocześnie 93 odcinkiem (5x15) serialu Chirurdzy. Jest to crossover pomiędzy serialami Chirurdzy i Prywatna praktyka. |   |                                                                   |                                             |                  |                |       |
| S3 | 3 | An Honest Mistake                                                 | Pomyłka w dobrej wierze                     | 19 lutego 2009   | 9 czerwca 2009 | S#2.2 |
| Odcinek jest jednocześnie 94 odcinkiem (5x16) serialu Chirurdzy. Jest to crossover pomiędzy serialami Chirurdzy i Prywatna praktyka. |   |                                                                   |                                             |                  |                |       |